# Руско-шведска война (1808 – 1809)
Руско-шведската война от 1808-1809, известна и като Финландска война (на шведски: Finska kriget; на руски: Финляндская война; на фински: Suomen sota), се води между кралство Швеция и Руската империя от 21 февруари 1808 г. до 17 септември 1809 г. като част от Наполеоновите войни. В резултат на войната в източната част на Швеция е създадено автономно Велико Финландско княжество в рамките на Руската империя. Други забележителни последици са приемането на нова конституция от шведския парламент и създаването на династия Бернадот, новата шведска кралска династия, през 1818 г.

## Предистория
След като руският император Александър I сключва Тилзитския мир от 1807 г. с Наполеон, Александър в писмото си от 24 септември 1807 г. до шведския крал Густав IV Адолф го информира, че мирът между Русия и Швеция зависи от съгласието на Швеция да спазва ограниченията на Тилзитския договор, т.е., че Швеция трябва да спазва континенталната блокада, наложена на Европа от Наполеон срещу Великобритания. Густав Адолф, който счита Наполеон за антихрист, а англичаните като свой съюзник срещу наполеонова Франция, се опасява от пагубните последици на блокадата за морската търговия на Швеция. Вместо да я спазва, той започва преговори с Великобритания, за да подготви съвместна атака срещу Дания, към чиито норвежки владения той има претенции.
Междувременно през август 1807 г. английският кралски флот атакува Копенхаген и започва англо-руската война (1807 – 1812). Позовавайки се на договорите от 1780 и 1800 г., император Александър изисква Густав Адолф да затвори Балтийско море за всички чуждестранни военни кораби и повтаря искането си на 16 ноември 1807 г. На 30 декември 1807 г. Русия обявява, че ще бъде принудена да действа, ако Швеция не даде ясен отговор. Изминават два месеца, преди крал Густав Адолф да отговори, че не е възможно да спазва предишните договорености, докато французите контролират големите балтийски пристанища. Междувременно той е сключил съюз с Великобритания на 8 февруари 1808 г.
Въпреки че повечето шведски военни са скептични относно шансовете си да се бият с по-голямата и по-опитна руска имперска армия, Густав Адолф храни надежди, че Швеция може да се защити срещу Русия. В Санкт Петербург неговата съпротива се разглежда като удобен претекст Русия да окупира Финландия, като по този начин измести руско-шведската граница доста по на запад от руската столица и я защити в случай на бъдещи военни действия между двете сили.
Ситуацията е проблематична за Швеция, тъй като тя отново се изправя срещу Дания и Русия като потенциални врагове, което изисква от шведите да разделят силите си. Кралят смята, че е невъзможно да защити Финландия през зимата и до голяма степен игнорира многократните руски заплахи от началото на 1808 г. Повечето от шведските военни предполагат, че война през зимата е невъзможна, пренебрегвайки уроците от предходните войни. В допълнение, във Финландия са построени нови пътища, което значително намалява необходимостта от подкрепа по море за всяка голяма операция.
Чрез шпиони и от други източници Русия събира обилна информация, като нивото на детайлност е такова, че руските карти на Финландия в много отношения са по-точни от шведските. Руснаците планират офанзива през зимата, когато моретата са замръзнали и Финландия е изолирана. През декември 1807 г. за командир на руската армия във Финландия е назначен генерал Фридрих Вилхелм фон Буксхьовден.
Планът включва използването на поредица от укрепления, построени след 1790 г., като плацдарм за руска атака във Финландия. Армията трябва да поеме контрола над цяла Южна Финландия, преди да напредне на север. Силите в Саволакс (на финландски: Savo) трябва да атакуват шведите и да достигнат до Ботническия залив към Улеаборг (на финландски: Oulu) и Васа (на финландски: Vaasa), за да отрежат пътя за отстъпление на основната част на шведската армия.

## Ход на военните действия
Без да обявява официално война, на 21 февруари 1808 г. 24 000 руски войници под командването на Буксхьовден пресичат границата в Авенкоски и превземат град Ловиса (на фински: Loviisa). Швеция е неподготвена за атаката, като около 21 000 шведски войници са разположени в различни финландски крепости във Финландия, докато останалата част от армията не може да напусне южна Швеция поради риск от датска атака. Генерал-лейтенант Клеркер действа като шведски главнокомандващ във Финландия. Той е уведомен за руската инвазия веднага и нарежда армията да се събере в Тавастехус (на фински: Hämeenlinna). Генерал Клингспор пристига на 2 март и поема командването. Вместо да пресрещне руснаците при Тавастехус, той нарежда отстъпление според плана. В Саволакс руснаците също принуждават шведите да отстъпят.
Оформят се три отделни театъра на бойните действия:
- Österbotten, на западния финландски бряг, където армиите са една срещу друга;
- Източна Финландия, където шведите на Йохан Санделс настъпват с бой към Куопио и руската граница;
- Архипелагът Åbo-Åland, където акостират шведски войски и се водят спорадични битки.

Руското настъпление е бързо. В първия ден на войната е превзет град Ловиса и обсадена шведската морска крепост Свартхолм. Порвоо е превзет на 24 февруари, а Хелсингфорс (Хелзинки) на 2 март. В Саволакс руснаците също напредват бързо и превземат Куопио на 16 март. Крепостта Свартхолм се предава на 18 март, а на 22 март е превзета вековната столица Або (днес Турку). Изоставените шведски укрепления на полуостров Хангьо са превзети на 21 март, а малък отряд е изпратен на Оландските острови. Преди края на март 1808 г. е превзета дори Вааса. Шведските сили предимно отстъпват, като често унищожават техника и амуниции. Например корабите на флота на шведския архипелаг, акостирали в Або (близо 50 военни шлюпа), са подпалени, за да се предотврати залавянето им. Така Южна Финландия бързо пада в руски ръце, с изключение на Свеаборг.
Крепостта Свеаборг (звездообразен форт Суоменлинна), наричана „Гибралтар на Севера“, се предава през май след двумесечна обсада. Заедно с това Русия слага ръка на над сто кораба от крайбрежната флотилия, както и на складове с припаси и амуниции.
Англия оказва на Швеция помощ по море: в края на юли 1808 г. руски боен флот се опитва да разчисти шведските блокади в архипелага и да спре шведските доставки по море през Ботническия залив. На 20 август на помощ на шведите идват два английски линейни кораба, Implacable и Centaur. Обединеният флот напада на 25 август 1808 г, но руснаците търсят защитата на порт Балтийски. Към двата английски кораба се присъединяват още няколко и блокират руския флот в пристанището докато морето започва да замръзва.
Останалите гнезда на шведска съпротива по суша прекратяват военните действия и Русия окупира Финландия. На 19 ноември е подписана Конвенцията от Олкийоки и шведската армия е принудена да напусне финландската провинция. Руският император обаче сега е нетърпелив да води военни действия на територията на Швеция, което със сигурност да доведе войната до победен край.
За да продължи войната на шведска територия, генерал Каменски предлага смел план: руската армия да пресече замръзналия през зимата Ботнически залив по леда: една военна част от Вааса към Умео през Норра Кваркен и втора част от Або към островите Оланд и след това да се насочи към Стокхолм. Трета част да напредне към Швеция по суша, заобикаляйки залива и минавайки през Торнио.
Докато руските сили предприемат своя безпрецедентен поход през замръзналия залив, крал Густав IV, обвинен във фатални грешки, довели до загубата на Финландия, е детрониран с преврат на 13 март в Стокхолм, а за крал е провъзгласен чичо му Карл XIII. Четири дни по-късно корпусът на княз Багратион от 17 000 души окупира стратегическите Оландски острови, докато Кулнев повежда авангарда по-нататък през замръзналото море и на 19 март достига шведския бряг на около 70 км от Стокхолм.
През август Карл XIII, загрижен да подобри позициите си при мирно споразумение, нарежда на генерал Густав Вахтмайстер да дебаркира в северна Швеция и да атакува тила на Каменски. Сраженията при Севар и Ратан се оказват неубедителни и Каменски успява да неутрализира тази закъсняла контраофанзива, последвана от окончателна победа над шведите при Питео. Действието на Вахтмайстер е само прелюдия към мирните преговори, които започват през август 1809 г.

## Последици
Преговорите довеждат до Договора от Фредрикшамн (17 септември 1809), в който Швеция отстъпва на Русия цяла Финландия и всички нейни владения на изток от река Торнеелвен (североизточните части на Вестерботен, днес Норботен). Швеция се присъединява към континенталната блокада и затваря пристанищата си за британски кораби, което води до официално обявяване на война на Великобритания. Няколко месеца по-късно, на 6 януари 1810 г., руското правителство посредничи при подписването на Парижкия договор между Швеция и Франция.
На територията, получена от Швеция, Русия създава Велико Финландско княжество и през 1812 г. присъединява областите, придобити от Швеция през XVIII век (т.нар. Стара Финландия) към новото Велико херцогство. Велико херцогство Финландия запазва шведската конституция на Густав от 1772 г. до 1919 г., само с леки промени.
Военното поражение за Швеция води до значителни промени и в нейното държавно управление. Новият крал Карл XIII отменя абсолютната монархия от Густавовата ера и се съгласява да бъде приет нов върховен Закон за правителството (1809) (на шведски: 1809 års regeringsform), изиграл ролята на конституция. Тя е съставена от комисия начело с Ханс Йерта и е приета от Риксдага (парламента) на 6 юни 1809 г., националния празник на Швеция.
Тъй като Карл XIII няма деца, е необходимо да се определи негов наследник. Първоначално Риксдагът избира датския кронпринц и и генерален губернатор на Норвегия Карл Август, но той скоро умира. През 1810 г. се провежда втори избор и това е френският маршал и принц на Понткорво Жан Батист Бернадот. Карл XIII го осиновява и го обявява за престолонаследник. За да се гарантира наследяването му от страна на потомците е прието допълнение към основния закон, Шведски закон за наследяване (1810) (на шведски: 1810 års successionsordning).